# Karosa C 733
Karosa C 733 — высокопольный междугородный автобус, серийно производившийся в городе Високе-Мито компанией Karosa в 1973—1974 годах.

## Описание
Karosa C 733, в свою очередь, был первым автобусом серии Karosa-700. Модель представляет собой двухосный автобус с полосамоносным кузовом панельной конструкции. Компоновка автобуса заднемоторная. Вход в салон осуществлялся через две двери выдвижного типа.
Всего было изготовлено 2 экземпляра. Прототип автобуса назывался C1. Он производился с 1972 по конец 1973 года. Второй прототип, C2, был произведён в 1974 году и проходил испытания в Советском Союзе.
Производство автобуса Karosa C 733 завершилось в 1974 году, в 1975 году его сменил Karosa C 734.

## В игровой и сувенирной индустрии
Автобус Karosa C 733 производился также в качестве масштабной модели в размере 1:14.